# REG4
REG4‏ (Regenerating family member 4) هوَ بروتين يُشَفر بواسطة جين REG4 في الإنسان.